# 神奈川県立綾瀬西高等学校
神奈川県立綾瀬西高等学校（かながわけんりつ あやせにしこうとうがっこう）は、神奈川県綾瀬市に所在する公立の高等学校。また綾瀬西高等学校では福祉についての教育が盛んであり、神奈川県の高等学校で唯一敷地内にデイサービスセンターが設立されている。

## 設置学科
- 普通科

## 沿革
- 1983年4月　開校。
- 2017年4月 - 福祉教養コースの生徒募集を停止し、コース制を解消。

## 交通
小田急小田原線・相鉄線・JR東日本相模線海老名駅より
- 相鉄バス綾43系統で「瀬端橋」下車、徒歩3分。
- 相鉄バス綾11・12系統で「国分寺台第11」下車、徒歩10分[1]。

## 著名な出身者
- 鈴木亜美（歌手） - 日出女子学園高等学校へ転出
- 長野博（アイドル。20th Century）
- 鈴木拓（お笑い芸人。ドランクドラゴン）[2]
- さかなクン（タレント、イラストレーター、水産評論家、東京海洋大学客員准教授）[2]
- 川栄李奈（女優）
- 秋葉啓太（陸上競技選手）
- 井上拓真（プロボクサー）
- 高沢健太（投資家、実業家）
- 近藤純也（元フットサル選手）